# Silly-en-Saulnois
Silly-en-Saulnois là một xã trong vùng Grand Est, thuộc tỉnh Moselle, quận Metz-Campagne, tổng Verny. Tọa độ địa lý của xã là 48° 59' vĩ độ bắc, 06° 16' kinh độ đông. Silly-en-Saulnois có điểm thấp nhất là 250 mét và điểm cao nhất là 303 mét. Xã có diện tích 2,35 km², dân số vào thời điểm 1999 là 36 người; mật độ dân số là 15 người/km². Xã nằm về phía đông nam của Metz.

## Thông tin nhân khẩu
| 1962 | 1968 | 1975 | 1982 | 1990 | 1999 |
| ---- | ---- | ---- | ---- | ---- | ---- |
| 36   | 37   | 35   | 35   | 38   | 36   |